# Mulassa de Falset
La Mulassa de Falset és un element del bestiari de Falset (Priorat). Construïda pel mestre artesà Manel Llauradó, es va presentar el 6 de juny de 2011 al Teatre Municipal l’Artesana. Té una llargada de 290 cm, una amplada de 83 cm i una alçada de 200 cm, amb un pes de 32 kg, està construïda amb fibra de vidre, pintura acrílica i pèl de raspall. La carreguen dos portadors. Participa al Corremulassa (agost), a la Festa Major de Falset (agost) i a la Festa de Santa Càndia (setembre).